# Induismo balinese

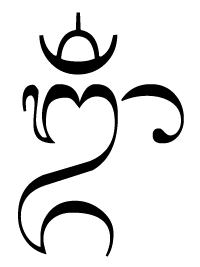
Ongkara, l'Oṃ in caratteri balinesi, la sillaba sacra dell'induismo

L'Induismo balinese (in indonesiano Hindu Dharma) è una forma di induismo praticata dalla maggior parte della popolazione di Bali. È associata in modo particolare al popolo balinese che risiede sull'isola e rappresenta una forma particolare di culto induista, incorporando un forte animismo locale, il culto degli antenati Pitru Paksha, e anche una riverenza nei confronti dei bodhisattva, gli "illuminati" del Buddismo.
Circa l'84% dei Balinesi è indù, mentre in tutta l'Indonesia i fedeli di questa religione sono l'1,7%.

## Storia
L'induismo arrivò in Indonesia tramite i mercanti indiani nel V secolo. È stato gradualmente sostituito dal Buddismo, che era la religione principale a Sumatra e Giava finché non venne sostituito dall'arrivo dell'Islam a partire dal XIV secolo. Comunque, a causa di “barriere culturali” dell'ultimo regno dei Majapahit provenienti da Giava, Bali rimase l'unica isola indonesiana a rimanere induista.
Il primo manufatto indù risale al IX secolo e fu rinvenuto a Sanur, ed è il resoconto di antiche vittorie militari inciso nella pietra e scritto in sanscrito. Dall'inizio del XVIII secolo i balinesi provarono a conquistare la vicina Lombok, con successi alterni, finché non subentrarono gli olandesi nel 1894. L'isola è attualmente musulmana, ma il suo versante occidentale, quello rivolto verso Bali, ha ancora parecchi tempi indù.

## Credenze di base
Il principio fondamentale alla base dell'induismo è che ci siano le forze del bene, note come dharma e le forze del male, adharma. Gli indù cercano equilibrio e armonia tra queste due forze, liberandosi così dal ciclo senza fine della reincarnazione e raggiungendo uno stato chiamato moksa.
L'induismo balinese divide il cosmo in tre livelli. Il livello più alto è il cielo, o suarga, la dimora degli dei. Il successivo è il mondo dell'uomo, buwah. Sotto questo vi è l'inferno o bhur, dove i demoni vivono e dove gli spiriti delle persone sono puniti per i misfatti sulla terra. Questa divisione tripartita si riflette nel corpo umano (testa, corpo e piedi) e nei santuari che si trovano all'esterno degli edifici balinesi.

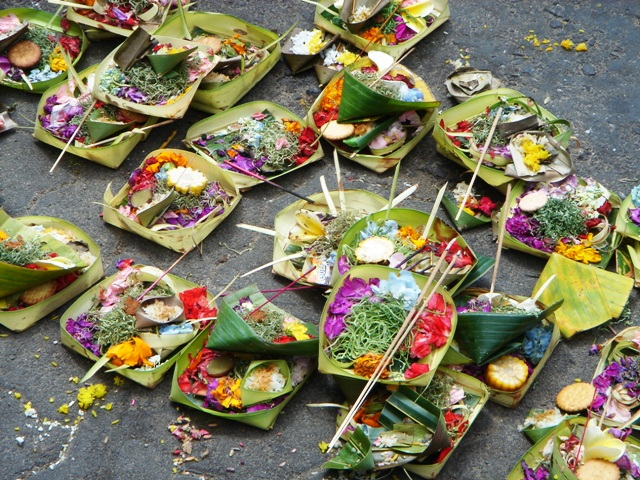
Le offerte quotidiane agli dei, i canang sari.

Una caratteristica fondamentale, e molto amata anche dai turisti, sono le offerte al dio Sang Hyang Widhi chiamate canang sari. Dei cestini vengono creati a mano dalle esperte mani delle donne con foglie di palma o pandan e riempiti con molti generi di fiori freschi e profumati rappresentanti varie divinità. Nel cestino si possono trovare anche offerte materiali, come monete, cibo o sigarette. Queste offerte vengono preparate tutti i giorni e si possono trovare all'esterno delle case, dei templi o in moltissimi altri luoghi. Viene poi acceso un incenso e le preghiere vengono rivolte sia agli spiriti buoni sia a quelli cattivi.

## Divinità

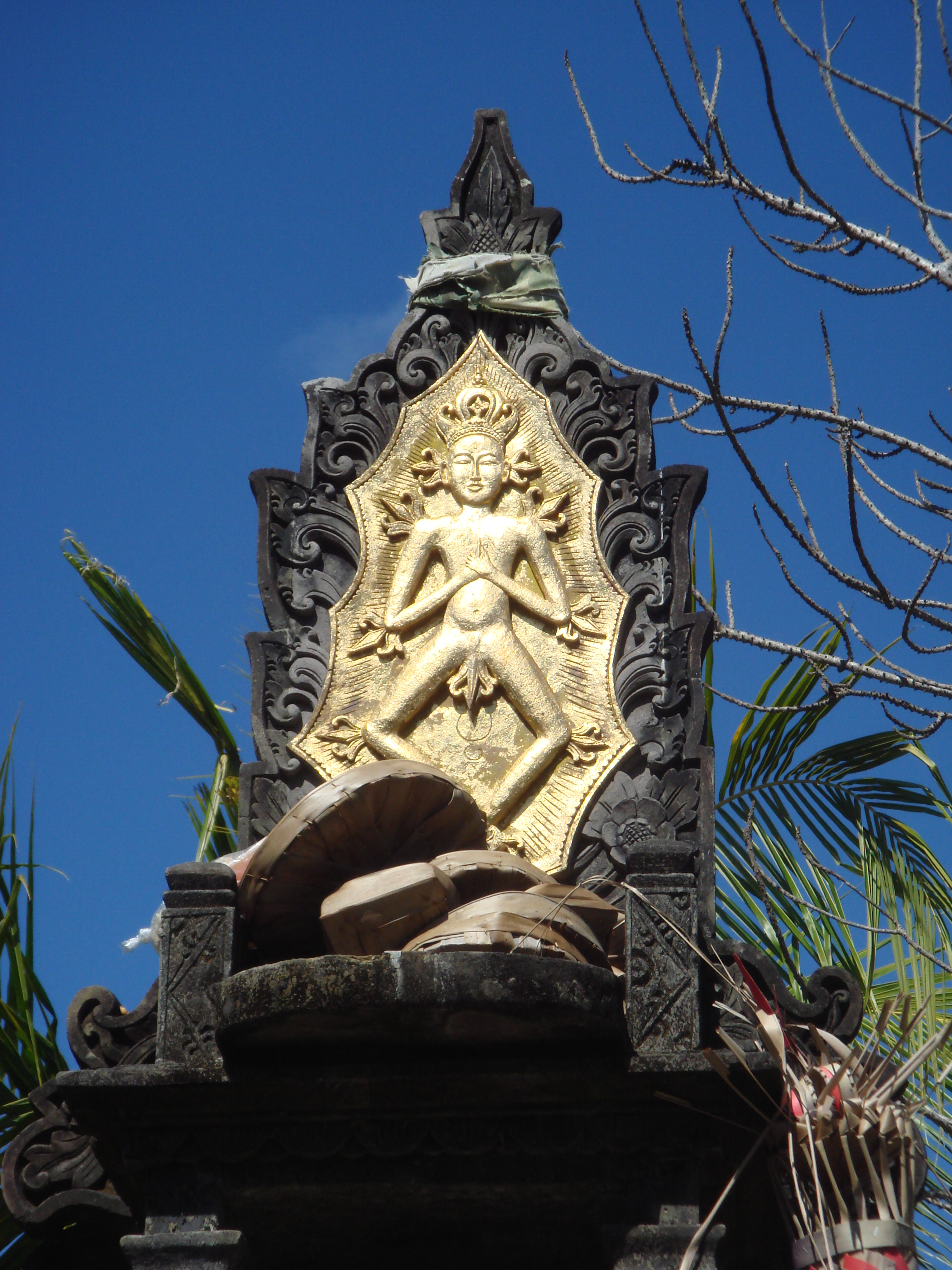
Una statua raffigurante Acintya

Assieme alle tradizionali divinità indù come Shiva, Visnù e Brahmā, gli induisti balinesi adorano una divinità unica. Sang Hyang Widhi (noto anche come Acintya o Sang Hyang Tunggal) è la designazione del Dio Supremo nell'induismo indonesiano. Nel concetto di induismo, Sang Hyang Widhi è l'equivalente di Brahma. 
La sedia vuota nella parte superiore del santuario Padmasana che si trova fuori da case e templi è appunto per Sang Hyang Widhi Wasa. Molte altre divinità dewa si manifestano come Acintya, ad esempio Dewi Sri la dea di riso e molti altri dei associati alle montagne, ai laghi e al mare.

## Siti sacri
Bali è soprannominata "isola dei mille templi", infatti ne è piena. 
Il principale sito sacro si trova sul vulcano Gunung Agung ed è il tempio Pura Besakih. Gli altri cinque siti più venerati sono il Pura Uluwatu, il Pura Lempuyang Luhur, il Pura Goa Lawah, il Pura Batukaru e il Pura Pusering Jagat. Vi sono anche i sacri templi del mare come il Pura Tanah Lot e il Pura Gede Perancak..
Alcuni tra i più famosi sono Goa Gajah, Pura Penataran Agung Lempuyang, il Tempio di Rambut Siwi, Tempio di Tirta Empul, Pura Penataran Agung Lempuyang e la Foresta delle scimmie di Ubud.

## Clero
Ci sono tre livelli di sacerdoti: 
- I sommi sacerdoti (pedanda): membri del Warna Brahma
- I sacerdoti dei templi (pemangku): solitamente membri del Warna Sudra
- Medium / guaritori (Balian)

## Rituali
Ci sono cinque riti sacrificali, noti come  Panca Yudha  in Induismo balinese:
- Dewa Yadnya - per gli dei e divinità
- Buta Yadnya - per spiriti e demoni
- Resi Yadnya - consacrazione del clero
- Manusa Yadnya - la vita umana dai matrimoni, nascita, crescita e famiglia
- Pitra Yadnya - per la morte e la reincarnazione

### Nascita e vita
Ci sono un totale di 13 cerimonie riguardo alla vita, dal concepimento fino alla morte (ma non è compresa), ognuno dei quali ha quattro elementi: placamento di spiriti maligni, purificazione con l'acqua santa, che si diffusione dell'essenza e preghiera. Queste cerimonie segnano eventi importanti nella vita di una persona, tra cui la nascita, la pubertà, la lima dei denti e il matrimonio. Un bambino appena nato si crede rappresenti l'anima di un antenato, ed è considerato come un Dio per i primi 42 giorni della sua vita; tuttavia la madre è considerata impura, e non ha permesso di partecipare a qualsiasi attività religiosa durante questo periodo. Un bambino non deve toccare il suolo impuro fino a quando non ha 105 giorni, ovvero a metà strada per la celebrazione del suo primo compleanno secondo il 210-giorno del Pawukon. Una volta che il bambino raggiunge la pubertà, i sei denti frontali superiori, ma in modo particolare i canini, sono limati finché non sono a livello.
Il matrimonio è visto come obbligatorio per balinesi indù, sia per la creazione di una famiglia sia per la miglior posizione nella struttura sociale villaggio concesso al marito. Dando alla luce dei bambini garantisce la linea patrilineare, oltre a garantire che ci sia qualcuno che esegua i rituali appropriati essenziali per la reincarnazione. Essa segna il raggiungimento dell'età adulta.

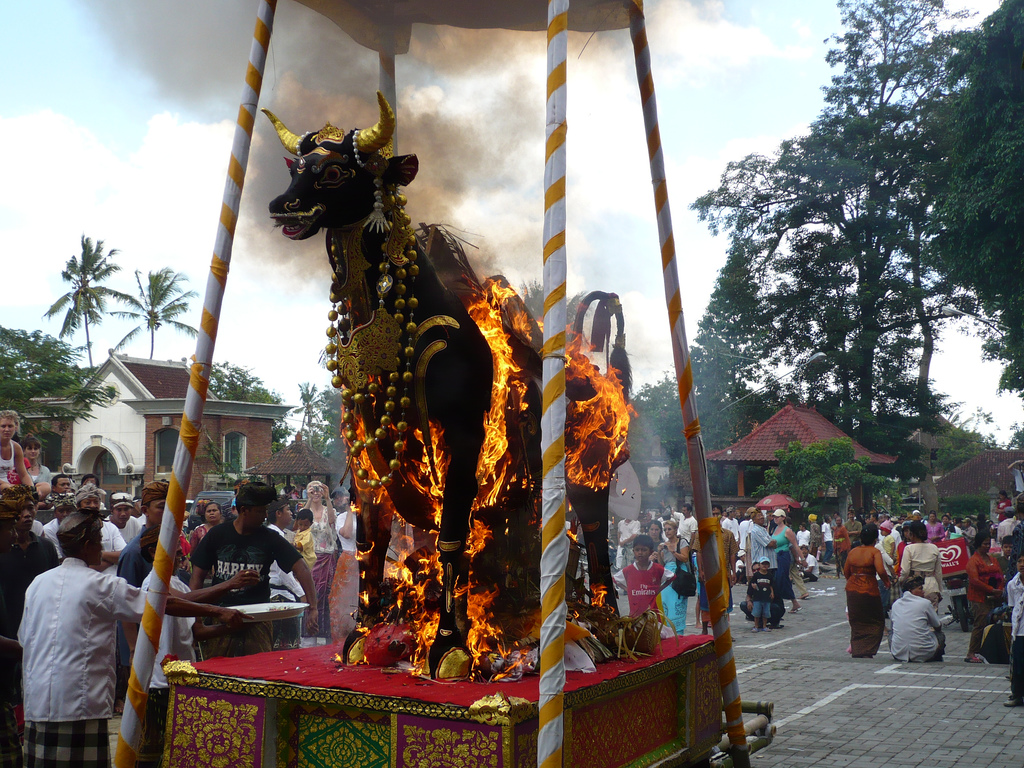
Funerale balinese

### Morte e reincarnazione
Le cerimonie più importanti si svolgono dopo la morte, e determinano la liberazione dell'anima al fine della reincarnazione. A differenza dei riti della morte di altre religioni, il corpo fisico non è il centro dell'attenzione, in quanto è visto come niente di più di un contenitore temporaneo dell'anima. Infatti, il corpo deve essere bruciato prima che l'anima possa lasciarlo completamente. La cerimonia di cremazione per ottenere questo risultato può essere estremamente costosa, perché una cerimonia elaborata è un modo di mostrare rispetto per un'anima destinata a diventare un Dio con notevoli poteri oltre quelli lasciati alle spalle. Pertanto i corpi sono sepolti a volte temporaneamente fino a quando la famiglia è in grado di accumulare fondi sufficienti per la cremazione, anche se i corpi di sacerdoti o le famiglie di alta classe sono conservati fuori dalla terra.

## Festività

### Galungan e Kuningan

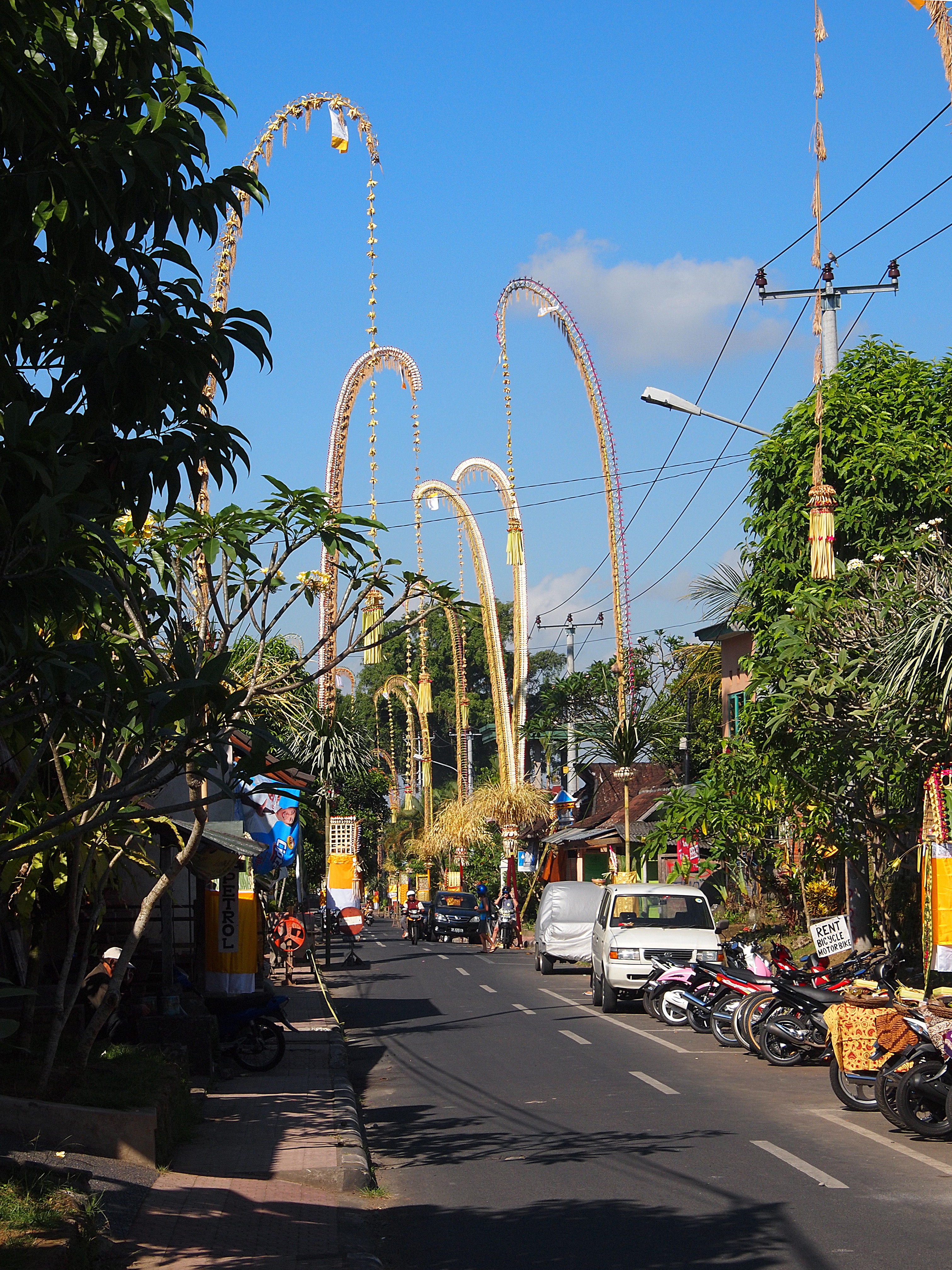
Tipiche decorazioni per il Galungan lungo le strade balinesi

La festa più importante è il Galungan, una celebrazione del trionfo di dharma su adharma. Viene calcolato in base al Pawukon di 210 giorni e si svolge il mercoledì (Buda) dell'undicesima settimana (Dunggulan). Secondo la tradizione, gli spiriti dei morti discendono dal cielo per ritornare dieci giorni dopo al Kuningan.

### Nyepi
Nyepi, o il Giorno del Silenzio, inizia il nuovo anno nel calendario saka Balinese, ed è il primo giorno del decimo mese (Kadasa).

### Altre festività
Watugunung, l'ultimo giorno del calendario pawukon, è dedicato a Saraswati, Dea della conoscenza. Anche se è devota ai libri, la lettura non è permessa. Il quarto giorno dell'anno si chiama Pagerwesi, che significa "recinto di ferro" e commemora una battaglia tra il bene e il male.

## Sistema delle caste
La struttura delle caste Balinese è stata descritta all'inizio della letteratura europea del XX secolo, ed è basata su tre categorie: triwangsa (tre volte nato) i maggiori nobili, dwijati (nato due volte) in contrasto con ekajati (nato una volta). Quattro stati sono stati identificati in questi studi sociologici, e risultano un po' diversi dalle categorie di casta indiane:
- Brahmanas - sacerdote
- Satrias - cavaliere
- Wesias - commerciante
- Sudras - servitù

La casta Brahmana è stata ulteriormente suddivisa da questi etnografi olandesi in due: Siwa e Buda. La casta Siwa è stato suddivisa a sua volta in cinque: Kemenuh, Keniten, Mas, Manuba e Petapan. Le altre caste erano similmente sotto-classificate da questi etnografi del XIX secolo e inizio del XX secolo sulla base di numerosi criteri che vanno dalla professione, endogamia o esogamia o la poligamia, e una serie di altri fattori, simili alle castas delle colonie spagnole come il Messico, e gli studi di sistema delle caste in colonie britanniche come l'India.

## Professioni e colori
Bali ha un sistema di caste simile al sistema indiano nella sua forma antica. Nell'antica India, la casta (che è un termine occidentale, non una parola indù: la terminologia indiana è jati) era chiamato Varna (letteralmente significa colore dell'anima neutra o trasparente) o la propensione dell'anima a comportarsi secondo certe tendenze in base alla sua natura innata. Sulla base di questa propensione le persone scelgono la propria professione. Successivamente questo processo è diventato un sistema di linearità familiare. Questo stesso sistema è stato adottato a Bali con il nome di 'Wangsa' ed è legato alle professioni degli antenati. Comunque anche in Bali ora, indipendentemente dalla professione del singolo, uomini e donne affermano di appartenere alla propria famiglia Wangsa. 
Ci sono quattro Wangsa o professioni di base, conosciuti collettivamente come caturwangsa: tutti i balinesi appartengono a questo gruppo. I primi tre Wangsa sono: Brahmana, Satria (o Ksatriya) e Wesia (o Wesya) rappresentano la nobiltà, e sono noti come triwangsa. Il quarto e più comune Wangsa è Sudra.
Questi gruppi Wangsa sono suddivisi a loro volta e ciascuno ha determinati nomi associati. Gli insegnanti e sacerdoti, Brahmanans, hanno cinque suddivisioni, e si dice di discendere da un unico individuo. Uomini e donne hanno Ida come primo nome. I Ksatriya sono tradizionalmente sovrani e guerrieri. Nomi tipici di questo Wangsa sono Dewa Agung, Anak Agung e I Dewa. I Wesia, la maggior parte dei quali sono chiamati Gusti, sono stati commercianti di vario tipo. Il Wangsa più comune in Bali, in termini numerico, è  Sudra  - il 90% dei balinesi indù appartengono ad esso, e sono le persone comuni come agricoltori e relativi. I Pandes e i fabbri hanno uno speciale 'clan' che non viene menzionato nel gruppo Catur Wangsa ma è considerato particolarmente importante per i suoi lavori specializzati, con Dewa Agni o Dewa Brahma.

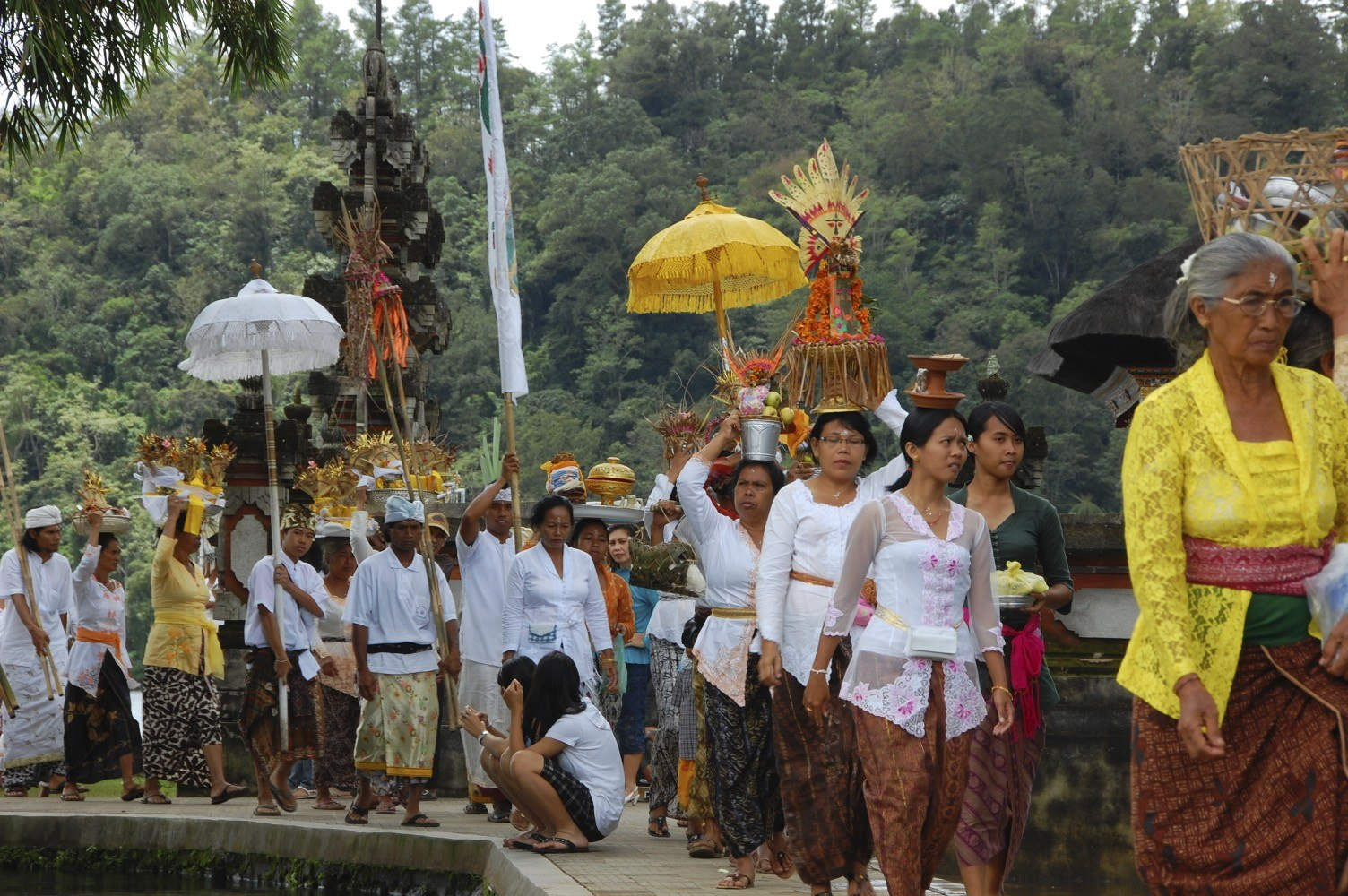
Una cerimonia balinese

## Abbigliamento da cerimonia
L'abbigliamento è molto simile, cambia leggermente nei colori e materiali a seconda del tipo di cerimonia. 
Gli uomini devono indossare un copricapo (udeng), una camicia con colletto (kuaca), un sarong interno (kamben) ed uno esterno disegnato a batik (saput), una fusciacca (selempot) e un paio di sandali (sandal).
Le donne spesso portano un extension ai capelli (sanggul), un top in pizzo (kebaya), un corsetto (kutang), un sarong batik (kamben), una fusciacca (selempot) e un paio di sandali. 
Nelle cerimonie ai templi i colori usati sono il bianco e il giallo/oro. Alle cremazioni si usano il nero o il marrone scuro (tranne alle cremazioni di persone di alta casta, dove si usa il bianco). In tutte le altre cerimonie ognuno può utilizzare i colori che preferisce.